# Da-Wen Sun
Sun Dawen (chinês simplificado 孙大文; tradicional 孫大文; Pinyin: Sūn Dàwén), conhecido como Da-Wen Sun, Professor de Engenharia de Alimentos e Biossistemas da Faculdade de Dublin (University College Dublin), Universidade Nacional da Irlanda (National University of Ireland).

## Biografia
Nascido no Sul da China, o Professor Da-Wen Sun é uma autoridade mundial em pesquisa e ensino de engenharia de alimentos. Suas principais atividades de pesquisa incluem processos e sistemas de resfriamento, secagem e refrigeração, qualidade e segurança de alimentos, simulação e otimização de bioprocessos e tecnologia de visão computacional. Especialmente, seus estudos inovadores de resfriamento a vácuo de carnes cozidas, inspeção de qualidade de pizza por visão computacional e filmes comestíveis para extensão da vida de prateleira de frutas e vegetais têm sido amplamente divulgados nacional e internacionalmente. Os resultados de seu trabalho foram publicados em mais de 180 artigos em periódicos indexados e mais de 200 trabalhos em congressos.
Fez graduação e mestrado em engenharia mecânica e doutorado em engenharia química na China, antes de trabalhar em várias universidades da Europa. Foi o primeiro chinês a se tornar funcionário permanente de uma Universidade Irlandesa, ao ser designado Professor Assistente da Universidade Nacional da Irlanda, Dublin (Faculdade de Dublin) em 1995, e foi então gradativamente promovido no menor intervalo de tempo possível para Livre Docente, Professor Adjunto e Professor Titular. O Dr. Sun é atualmente Professor de Engenharia de Alimentos e Biossistemas e Diretor do Grupo de Pesquisa em Refrigeração de Alimentos e Tecnologia de Alimentos Computadorizada da Faculdade de Dublin.
Como um educador proeminente da engenharia de alimentos, o Professor Sun contribuiu significativamente com o campo da engenharia de alimentos. Ele orientou muitos doutorandos, que tiveram suas próprias contribuições para a indústria e a área acadêmica. Ele também ministra palestras regularmente em instituições acadêmicas internacionais sobre os avanços da engenharia de alimentos e faz pronunciamentos importantes em conferências internacionais. Como uma autoridade reconhecida na engenharia de alimentos, foram outorgadas a ele cadeiras de professor adjunto/ visitante/ consultor nas dez maiores universidades da China, incluindo a Universidade de Zhejiang, a Universidade de Shanghai Jiao Tong, o Instituto Harbin de Tecnologia, a Universidade Agrícola da China, a Universidade de Tecnologia do Sul da China e a Universidade Jiangnan, entre outras. Em reconhecimento de sua significante contribuição para a Engenharia de Alimentos em todo o mundo, e por sua liderança proeminente nesta área, a Comissão Internacional de Engenharia Agrícola (CIGR) concedeu a ele o Prêmio de Mérito CIGR em 2000 e novamente em 2006, o Instituto de Engenheiros Mecânicos (IMechE), com base no Reino Unido, o nomeou "Engenheiro de Alimentos do Ano 2004", em 2008 ele recebeu o Prêmio de Mérito da CIGR em homenagem por suas notáveis realizações em Engenharia Agrícola entre um por cento dos melhores cientistas do mundo nesta área.
É um Pesquisador Convidado do Instituto de Engenheiros Agrícolas. Também recebeu numerosos prêmios por excelência em ensino e pesquisa, incluindo a Bolsa de Pesquisa do Presidente, e recebeu duas vezes o Prêmio de Pesquisa do Presidente da Faculdade de Dublin. Ele é membro do Conselho Executivo da CIGR e Vice-Presidente Honorário da CIGR, Editor Chefe do periódico Food and Bioprocess Technology – an International Journal (Springer), Editor da Série de livros "Contemporary Food Engineering" (Engenharia de Alimentos Contemporânea) (CRC Press / Taylor & Francis), ex-Editor do periódico Journal of Food Engineering (Elsevier), e Membro do Conselho Editorial dos periódicos Journal of Food Engineering (Elsevier), Journal of Food Process Engineering (Blackwell), Sensing and Instrumentation for Food Quality and Safety (Springer) e Czech Journal of Food Sciences. Ele também é um Engenheiro Credenciado registrado no Conselho de Engenharia do Reino Unido.

## Homenagens e Prêmios
- Prêmio de Reconhecimento da CIGR, 2008, pela CIGR (Comissão Internacional de Engenharia Agrícola)
- Prêmio de Pesquisador Convidado da AFST(I), 2007, pela Associação de Cientistas e Tecnólogos de Alimentos (Índia)
- Prêmio de Mérito da CIGR, 2006, pela CIGR (Comissão Internacional de Engenharia Agrícola)
- Bolsa de Pesquisa do Presidente, 2004/2005, pela Faculdade de Dublin
- Prêmio de Engenheiro de Alimentos do Ano, 2004, pelo Instituto de Engenheiros Mecânicos, Reino Unido
- Quem é Quem em Engenharia e Ciência, 2000 -
- Prêmio de Mérito da CIGR, 2000, pela CIGR (Comissão Internacional de Engenharia Agrícola)
- Prêmio de Pesquisa do Presidente, 2000/2001, pela Faculdade de Dublin
- Quem é Quem no Mundo, 1999 -